# Lingue celtiche
Le lingue celtiche sono idiomi che derivano dal proto-celtico, o celtico comune, una branca della grande famiglia linguistica indoeuropea. Durante il I millennio a.C., queste venivano parlate in tutta l'Europa, dal Golfo di Guascogna al Mar del Nord, lungo il Reno ed il Danubio fino al Mar Nero e al centro della penisola anatolica (Galazia). Oggi le lingue celtiche sono limitate a poche zone ristrette in Gran Bretagna, nell'Isola di Man, in Irlanda, e nella Bretagna, la regione nord-occidentale della Francia. Il proto-celtico si divide apparentemente in quattro sub-famiglie, di cui solo le ultime due comprendono lingue viventi:
- Il gallico ed i suoi parenti più stretti, il lepontico, il norico ed il galato. Queste lingue venivano parlate in un vasto spazio che andava dalla Francia fino alla Turchia, dal Belgio fino all'Italia settentrionale.
- Il celtiberico, anticamente parlato nella penisola iberica,[1] ovvero nell'area del Portogallo centro-meridionale, in Galizia, nelle Asturie, in Cantabria, in Aragona e León in Spagna.
- Il goidelico, che include l'irlandese, il gaelico scozzese, ed il mannese.
- Il brittonico che include il gallese, il bretone, il cornico, il cumbrico, l'ipotetico ivernico e forse il pittico.[2]

Alcuni studiosi distinguono un celtico continentale da un celtico insulare, argomentando che le differenze tra le lingue goideliche e quelle brittoniche si sono originate dopo la separazione fra lingue continentali e insulari. Altri studiosi distinguono invece un celtico-Q da un celtico-P, a seconda dello sviluppo della consonante indoeuropea kʷ.
La lingua bretone è brittonica, non gallica. Quando gli anglo-sassoni si trasferirono in Gran Bretagna, alcuni dei nativi gallesi (Welsh, dalla parola germanica *Walhiskaz che designava i "Galli" o "Celti") attraversarono la Manica e si stabilirono in Bretagna. Questi ultimi portarono con sé la loro madrelingua che diventò in seguito il bretone, che rimane ancora oggi parzialmente intelligibile con il gallese moderno ed il cornico.
La distinzione del celtico in queste quattro sub-famiglie probabilmente accadde attorno al 1000 a.C. I primi celti sono comunemente associati alla cultura dei campi di urne, alla cultura di Hallstatt ed alla cultura di La Tène.

## Classificazione
Ci sono al giorno d'oggi due diversi schemi di categorizzazione in competizione. Uno schema, sostenuto da Schmidt (1988) tra gli altri, collega il gallico al brittonico in un gruppo celtico-P, lasciando il goidelico come celtico-Q. La differenza tra le lingue P e le lingue Q è nel trattamento di *kw in proto-celtico, che divenne *p nel celtico-P e *k in goidelico. Un esempio è la radice verbale proto-celtica *kwrin- "comprare", che divenne pryn- in gallico ma cren- in antico irlandese.
L'altro schema, sostenuto per esempio da McCone (1996), lega insieme il goidelico al brittonico in un ramo celtico insulare, mentre il gallico ed il celtiberico sono raggruppate in un ramo celtico continentale. Secondo questa teoria, il cambiamento fonetico del "celtico-P" da [kʷ] a [p] è avvenuto indipendentemente o si è trattato di influenza areale. I sostenitori dell'ipotesi celtica insulare focalizzano su altre innovazioni condivise tra le lingue celtiche insulari, incluse le preposizioni flesse, l'ordine delle parole VSO, e la lenizione della [m] intervocalica in [β̃], una a fricativa bilabiale sonora nasalizzata (un suono estremamente raro). Non esiste, comunque, nessuna prova che le lingue celtiche continentali discendano da un comune antenato "proto-celtico-continentale". Infatti lo schema insulare/continentale generalmente postula che il celtiberico sia stata la prima branca a separarsi dal proto-celtico, ed il gruppo rimanente si sia in seguito diviso in gallico e celtico insulare.
Ci sono argomenti legittimi in favore di entrambe le ipotesi. I sostenitori di ogni schema si disputano sull'accuratezza e l'utilità delle categorie dell'altra ipotesi. Poiché la scoperta che il celtiberico fosse una lingua celtica-Q avvenne solo negli anni '70 del XX secolo, la divisione in celtico continentale ed insulare è la teoria più diffusa.
Quando ci si riferisce alle moderne lingue celtiche, poiché la branca celtica continentale non ha discendenti viventi, "celtico-Q" è equivalente a "goidelico" e "celtico-P" è equivalente a "brittonico".
All'interno della famiglia indoeuropea le lingue celtiche sono state a volte accorpate con le lingue italiche in una comune sub-famiglia italo-celtica. Ma per alcuni linguisti invece il rapporto tra lingue celtiche e lingue italiche è dovuto essenzialmente agli stretti contatti linguistici tra le comunità pre-celtiche e pre-italiche.
Il modo in cui l'albero genealogico sia disposto dipende dal tipo di ipotesi presa in considerazione.

## Parlanti lingue celtiche nelle Nazioni Celtiche
| Nazione               | Abitanti         | Parlanti |
| --------------------- | ---------------- | -------- |
| Bretagna (Breizh)     | 3 273 343 (2014) | 5%       |
| Cornovaglia (Kernow)  | 519 400 (2020)   | 0,57%    |
| Isola di Man (Mannin) | 84 497 (2011)    | 2%       |
| Irlanda (Éire)        | 6 399 115 (2011) | 29,7%    |
| Scozia (Alba)         | 5 313 600 (2011) | 1,2%     |
| Galles (Cymru)        | 3 063 456 (2011) | 21,7%    |

Fonte: (FR)  L'aménagement linguistique dans le monde

## Lingue celtiche

### Continentale/Insulare
- Proto-celtico
  - Celtico continentale
    - Gallico
      - Lepontico
      - Norico
      - Gallico cisalpino
      - Galato

    - Celtiberico

  - Celtico insulare
    - Goidelico
      - Irlandese arcaico
      - Antico irlandese
        - Medio irlandese
        - Irlandese
        - Gaelico scozzese
        - Mannese

    - Brittonico
      - Pittico
      - Britannico
        - Ivernico
        - Cumbrico
        - Antico gallese
          - Medio gallese
            - Gallese

        - Brittonico sudoccidentale
          - Bretone
          - Cornico

### Celtico-P/Celtico-Q
- Proto-celtico
  - Celtico-P
    - Gallico
      - Lepontico
      - Norico
      - Galato

    - Brittonico
      - Cumbrico
      - Pittico
      - Antico gallese
        - Medio gallese
          - Gallese

      - Brittonico sudoccidentale
        - Bretone
        - Cornico

  - Celtico-Q
    - Celtiberico
    - Goidelico
      - Irlandese arcaico
      - Antico irlandese
      - Medio irlandese
        - Irlandese
        - Gaelico scozzese
        - Mannese

## Caratteristiche delle lingue celtiche
Anche se ci sono molte differenze tra le lingue celtiche individuali, esse mostrano ancora molte somiglianze dovute alla comune discendenza. Queste includono:
- Mutazioni consonantiche (solo nel celtico insulare)
- Preposizioni flesse (solo nel celtico insulare)
- Due generi grammaticali (solo nel celtico insulare moderno; l'antico irlandese e le lingue continentali avevano tre generi)
- Un sistema numerico vigesimale (contando per venti)
- Ordine delle parole Verbo Soggetto Oggetto (VSO)
- Un'interazione tra il congiuntivo, il futuro, l'imperfetto e l'abituale, al punto che alcuni tempi e modi hanno eliminato gli altri
- Una forma verbale impersonale o autonoma che serve come passivo o intransitivo
  - Gallese: dysgais significa "Ho insegnato", mentre dysgwyd significa "fu insegnato, si è insegnato"
- Scomparsa degli infiniti, rimpiazzati da una forma verbale quasi nominale chiamata nome verbale o nome-verbo
- Uso frequente di mutazioni vocaliche a livello morfologico, ad esempio per la formazione dei plurali, la coniugazione verbale, ecc.
- Uso di particelle preverbali per segnalare subordinazione della proposizione successiva
  - Relativizzatori/subordinatori distinti per mutazione
  - Particelle di negazione, interrogative e occasionalmente per le dichiarazioni affermative
- Pronomi infissi posizionati tra le particelle ed i verbi
- Mancanza di un verbo semplice per "avere", con il possesso espresso da una struttura composita, normalmente essere + preposizione
- Uso di costruzioni perifrastiche per esprimere il tempo verbale, la voce o distinzioni aspettuali
- Distinzione della funzione delle due versioni di essere, tradizionalmente etichettate come esistenziale e copula
- Struttura dimostrativa biforcata
- Supplementi pronominali suffissi, chiamati pronomi supplementari o di conferma
- Uso di singolari e/o di forme speciali di nomi numerabili e utilizzo di un suffisso di singolare per formare i singolari dai plurali, dove gli antichi singolari sono scomparsi

Esempi:

(Irlandese) Ná bac le mac an bhacaigh is ní bhacfaidh mac an bhacaigh leat.

(Traduzione letterale) Non infastidire con-figlio il GEN-mendicante e non FUT-infastidire figlio il GEN-mendicante con-te.
- bhacaigh è il genitivo di bacach. -igh è il risultato dell'affezione; bh- è la forma sotto lenizione di b.
- leat è la seconda persona singolare flessa della preposizione le.
- L'ordine è VSO nella seconda parte.

(Gallese) pedwar ar bymtheg a phedwar ugain

(Traduzione letterale) quattro su quindici e quattro-venti
- bymtheg è una forma mutata di pymtheg, che si compone di pump ("cinque") più deg ("dieci"). Allo stesso modo, phedwar è una forma mutata di pedwar.
- I multipli di dieci sono deg, ugain, deg ar hugain, deugain, hanner cant, trigain, deg a thrigain, pedwar ugain, deg a phedwar ugain, cant.